# Широки врх
Широки врх (изворно К3, локално познат као Faichan Kangri) је планина на граници Пакистана и Кине у ланцу Каракорум, делу ланца Хималаја. Једна од укупно четрнаест планина виших од 8000 метара, и с 8051 метар надморске висине, дванаести највиши планински врх на свету. Дословни превод енглеског назива " Broad Peak " (српски. "широки врх"),  Phalchan Kangri , није прихваћен од локалног народа Балти.

## Опис
Широки врх је део масива Гашербрум, на граници пакистанског Кашмира и Кине, на око 8 км од другог највишег планинског врха на свету — К2. Широки врх је изворно био назван К3, али касније је установљено да је врх планине дугачак више од 1,5 км те је назван данашњим именом.

## Успони
Први успон на Широки врх остварили су 9. јун 1957. Фриц Винтерстелер, Маркус Шмук, Курт Дајмбергер и Херман Бул као чланови аустријске експедиције. Експедиција је први покушај успона извела 29. маја када су Фриц Винтерстелер и Курт Дајмбергер досегли 8030 м, што је постигнуто без помоћи додатног кисеоника, носача на великим висинама и подршке базног логора.
Током исте експедиције, Маркус Шмук и Фриц Винтерстелер постигли су 19. јуна 1957. и први успон на врх Скил Брум (7360 м) у алпском стилу за 53 сати. Херман Бул је погинуо 27. јуна 1957. када је заједно с Дајмбергером покушао успон на оближњу планину Чоголиса (7654 м).
Јула 2007., аустријски алпинистички тим попео са на Широки врх да би на висини изнад 8000 м пронашли тело Маркуса Кронталера, који је погинуо годину дана раније. 12. јула 2007., врх је освојила Едурне Пасабан, као део свог пројекта 14 x 8000, заједно с пењачима Иваном Ваљехом , Ферáном Латореом, Асјером Изагуиром.

## Хронологија
- 1954. Први покушај успона Др Карла Херлигкофера из Немачке по југозападној страни који није успео због невремена и екстремне хладноће.[1]
- 1957. Први успјешан успон[3]
- 1983. Кристина Палмовска из Пољске, прва је жена на врху Широки врх.
- 1994, 9. јула, Карлос Карсољо из Мексика установио је нову самосталну руту, сада познату као Рута Карсољо. Успон на Широки врх био је његов девети успон на врху вишем од 8000 метара.[4]

## Додатне информације
- Sale, Richard (2004). Broad Peak. Carreg Ltd. ISBN 978-0-9538631-1-2.
- Marcus Schmuck, Broad Peak 8047m Meine Bergfahrten mit Hermann Buhl, 1958. Njemačko izdanje Verlag "Das Bergland-buch" in Salzburg/Stuttgart.
- Zvezdnate noči (Starry Nights) - Dušan Jelinčič.  961-6387-75-8.
- Anna Czerwińska Broad Peak'83 tylko dwie (Broad Peak'83 only two) "Sport i Turystyka", Warszawa. 1989.  978-83-217-2658-8..